# Певичка (фильм)
«Певичка» (итал. La sciantosa) — телефильм с Анной Маньяни в главной роли режиссёра Альфредо Джаннетти, снятый в 1970 году и показанный в сентябре 1971 года. Одна из последних крупных работ великой актрисы.

## Сюжет
Третий год идёт первая мировая война, и люди идут на всё, чтобы выжить: продают последние вещи, воруют на железнодорожной станции уголь. Однако уже немолодая, когда-то знаменитейшая и очень красивая, а ныне никому не нужная и всеми забытая опереточная певица Флора Торес никак не желает замечать реалий нынешнего дня: по прежнему изображает из себя великую примадонну (хотя бы перед самой собой), капризничает, безобразно ведёт себя со своей горничной-костюмершей Кристиной, будучи зависимой от неё во всём, закатывает сцены старому знакомому Сапоретти, умудрившемуся найти для неё ангажемент, хотя денег нет вообще и грозит выселение из квартиры и прозябание. Неожиданно приходит приглашение от военных дать концерт на линии фронта, и счастливая Флора, что её — великую певицу — помнят, радостно принимает его, совершенно не представляя, что же, собственно такое война и воспринимая всю ситуацию как очередные красивые гастроли.
На железнодорожной станции на передовой Флору и Кристину встречает совсем молодой капрал Тонино, неаполитанец, которому поручили привезти дам и вообще организовать концерт. Флора и в расположении части продолжает вести себя как и дома, в Турине — угодить ей крайне тяжело. Только на ужине среди офицеров она чувствует себя в привычной обстановке. В какой-то момент она понимает, что этот мальчик-неаполитанец ей нравится, причём нравится слишком, и это чувство взаимно.
После долгих капризов и препирательств на репетиции концерта Флора всё-таки соглашается спеть полковой марш, но когда занавес открывается и певица видит в зале молодых раненных парней — кого без ноги, кого без руки, перебинтованных, на костылях, то исполнять радостное и патриотическое она уже не может. И начинает петь простую деревенскую неаполитанскую песню («O surdato nnammurato», «Влюблённый солдат»), которую только что на репетиции отвергла.
Начался обстрел, экстренная эвакуация, отступление. Флора вдруг увидела, что такое война. Увидела убитую Кристину, без которой она ничего не могла сделать много лет, увидела, как тяжело оперируют людей в госпитальных палатках, увидела, в каких муках умер парень, что только-что подыгрывал ей на концерте. И из капризной, взбалмошной певички, замечавшей в жизни только себя, вдруг понемногу превращается в совсем другую женщину.
Умирающий майор приказал Тонино во что бы то ни стало доставить Флору обратно домой, в Турин. Капрал везёт её на открытой машине, той самой, на которой совсем недавно вёз от станции вместе с Кристиной и баулами с концертными платьями. Кружит вражеский самолёт; лётчик заходит на цель и расстреливает автомобиль из пулемёта. Флора погибает, закрыв Тонино собой.

## В ролях
- Анна Маньяни — Флора Торес
- Массимо Раньери — Тонино
- Розита Пизано — Кристина
- Нико Пепе — Сапоретти
- Марио Молли — Бьяджо